# Ernest Charles Vanéechout
Ernest Charles Vanéechout (Saint-Omer, 4 marzo 1823 – Turbigo, 3 giugno 1859) è stato un militare francese, capitano dei "tirailleurs" algerini.

## Biografia
Nato il 4 marzo 1823 a Saint-Omer nel Pas-de-Calais (nord della Francia), nel 1843 entrò a far parte della prestigiosa "Ecole Polytechnique" (scuola militare che all'epoca addestrava soprattutto ufficiali chiamati a servire in armi tecniche come l'ingegneria e l'artiglieria).
Lasciata la scuola con il grado di sottotenente, scelse l'esercito e venne impiegato in fanteria, venendo assegnato all'8º reggimento di fanteria di linea.
Con il suo reggimento prestò servizio in Algeria, nella provincia di Costantina, dal settembre 1847 all'agosto 1852.
Durante il suo soggiorno in Algeria ha partecipato a molte campagne di pacificazione del Paese.
Fu nominato tenente l'11 aprile 1848 e capitano l'11 febbraio 1852.
Il 25 dicembre 1853 fu assegnato al 7º battaglione di cacciatori a piedi, al quale si unì in Algeria, nella provincia di Costantina, dove il battaglione era di stanza dal febbraio 1853. Fino all'aprile del 1855 partecipò alle operazioni di pacificazione dell'Algeria. 
Il battaglione lasciò l'Algeria nell'aprile 1855 per partecipare alla campagna di Crimea fino al giugno 1856.
Tornato in Francia con il battaglione dopo la campagna, il capitano Vanéechout ha chiesto di tornare a servire in Algeria.
L'11 febbraio 1857 fu assegnato al 1º Reggimento di fucilieri algerini a Blida.
Nell'aprile del 1859, quando si formò il reggimento provvisorio degli  "tirailleurs" per la campagna d'Italia, si offrì volontario e prese il comando della 1ª compagnia del 1º battaglione (quella fornita dal 1° RTA).
Fu ferito in battaglia mentre attaccava gli austriaci a Turbigo. Subito soccorso, venne trasportato nella chiesa del paese dove morì.